# Lennart Magnusson
Lennart Carl Oscar Magnusson (Estocolmo, 1 de enero de 1924-Sundsvall, 2 de septiembre de 2011) fue un deportista sueco que compitió en esgrima, especialista en la modalidad de espada. Participó en los Juegos Olímpicos de Helsinki 1952, obteniendo una medalla de plata en la prueba por equipos.

## Palmarés internacional
| Juegos Olímpicos | Juegos Olímpicos     | Juegos Olímpicos | Juegos Olímpicos   |
| Año              | Lugar                | Medalla          | Prueba             |
| ---------------- | -------------------- | ---------------- | ------------------ |
| 1952             | Helsinki (Finlandia) | Medalla de plata | Espada por equipos |